# 乌尔里希·卡纳茨
乌尔里希·卡纳茨（德語：Ulrich Karnatz，1952年12月2日—），德国前男子赛艇运动员。他曾代表东德参加1976年和1980年夏季奥林匹克运动会赛艇比赛，获得二枚金牌。